# Ingo Appelt
Pour les articles homonymes, voir Appelt.
Ingo Appelt, né le 11 décembre 1961 à Innsbruck, est un bobeur autrichien notamment champion olympique de bob à quatre en 1992.

## Biographie
Ingo Appelt participe à deux éditions des Jeux olympiques d'hiver en 1988 et 1992 en bob à deux et à quatre. Aux Jeux olympiques de 1992 organisés à Albertville en France, il est sacré champion olympique de bob à quatre avec Harald Winkler, Gerhard Haidacher et Thomas Schroll. Il gagne également une médaille aux championnats du monde : le bronze en 1990 à Saint-Moritz (Suisse).
Après sa carrière sportive, il siège au landtag du Tyrol entre 1994 et 2003 pour le Parti libéral d'Autriche.

## Palmarès

### Jeux Olympiques
- : médaillé d'or en bob à 4 aux JO 1992.

### Championnats monde
- : médaillé de bronze en bob à 4 aux championnats monde de 1990.

### Coupe du monde
- 3 globes de cristal : 
  - Vainqueur du classement bob à 4 en 1988 et 1989.
  - Vainqueur du classement combiné en 1988.